# 山代巴
山代 巴（やましろ ともえ、1912年〈明治45年〉6月8日 - 2004年〈平成16年〉11月7日）は、日本の作家である。マルクス主義の立場に立つ作家・運動家であり、代表作『荷車の歌』で農村女性を描いて人気を得た。戦後民衆文化史研究の文脈でも注目されている。旧姓は徳毛 巴。

## 経歴
広島県芦品郡栗生村（今の府中市栗柄町）に生まれた。1929年（昭和4年）、東京女子美術専門学校（今の女子美術大学）に入学した。
家の没落で学資が途絶えて学校を中退した後、貧民救済事業の先駆者とされる涌井まつとの出会いを機に、労働者解放運動へと身を投じた。1932年（昭和7年）、日本共産党に入党した。その後は女工向けの夜学やサークル活動を行なう一方で、反戦デモや党防衛カンパ闘争などの非合法の活動にも参加した。
1937年（昭和12年）に、山代吉宗と結婚した。翌1938年（昭和13年）に神奈川県横浜市の旭硝子鶴見工場の臨時工となるが、同工場の環境の劣悪さから、環境改善の場作り、憩いのためのイベントの開催などに尽力した。
同志たちとの活動が当局の目に留まったことで、1940年（昭和15年）に治安維持法で夫婦共に逮捕され、懲役4年の刑を受けた。刑務所での獄中に拷問により流産し、夫とも死別した。この間、1943年3月に三次刑務所から和歌山刑務所に移送される。同年12月、ゾルゲ事件で実刑判決を受けた九津見房子が収監され、九津見の名を知っていた山代は、図書婦としての巡回の際に声をかけて親交を持った。1945年1月に夫が死去した際に九津見は山代を励まし、その後も九津見の死去まで交友は続いた。九津見の墓碑（岡山県真庭市勝山）の揮毫は山代の筆によるものである。終戦の月である1945年（昭和20年）8月、腎盂炎の悪化から仮釈放されて、広島の生家に戻った。
戦後の1945年（昭和20年）から、尾道市立図書館長中井正一が広島県下で主宰した文化運動での市民講座を受講し、中井の知遇を得、影響を受けた。なお、山代の『千代の青春』は中井正一の母親をモデルにしている。作家やジャーナリストたちによる「広島研究の会」にも参加し、広島原爆の被爆者の手記を集める活動にも取り組んだ。また農村の女性たちの意識改革のために村々へ足を運び、女性史学習会や生活記録運動の団体を育てつつ、多くの作品を著した。
代表作の『荷車の歌』は、「戦後農民文学の金字塔」との声もあり、1959年（昭和34年）に山本薩夫監督、三國連太郎主演で映画化もされた。1980年（昭和55年）から著した『囚われの女たち』全10巻は、結婚後に神奈川県川崎市浅田町に約3年滞在した体験をもとにした自伝的小説であり、近隣の町工場を点々としながら交流した女工仲間や町の様子などが描かれている。
2004年（平成16年）11月7日、満92歳で死去した。没後、1965年（昭和40年）の著書『この世界の片隅で』が、2016年（平成28年）公開のアニメ映画『この世界の片隅に』と題名が酷似しており、関連性が注目されたことから、翌2017年（平成29年）に異例の復刊が決定した。

## 評価
山代巴の訃報に際して、広島の地元紙である中国新聞紙上では「『農村民主化』『原水爆禁止』と硬い言葉で語られる戦後の運動も、山代さんのそれは説教色がなく、しなやかだった」と報じられた。また日本近代文学研究者・広島大学名誉教授である岩崎文人は、没後の山代巴の資料整理にあたり「戦前から戦後の時流を確かな目で見ることができた人」と評価した。

## 作品

### 書籍
- 『蕗のとう』暁明社、1949年7月
- 『荷車の歌』筑摩書房、1956年（のち角川文庫、1959年）
- 『民話を生む人びと - 広島の村に働く女たち』岩波新書、1958年
- 『連帯の探求 - 民話を生む人びと』未來社、1973年
- 『君はいまどこにいるか』筑摩書房（ちくま少年図書館）、1975年
- 山代巴文庫 第一期（径書房）
  - 『囚われの女たち』

  1. 〈第1部〉霧氷の花 1980年11月
  2. 〈第2部〉金せん花と秋の蝶 1981年6月
  3. 〈第3部〉出船の笛 1981年10月
  4. 〈第4部〉トラジの歌 1982年1月
  5. 〈第5部〉転機の春 1982年5月
  6. 〈第6部〉さそりの眼の下で 1983年7月
  7. 〈第7部〉望楼のもとに渦巻く 1984年1月
  8. 〈第8部〉不逞のきずな 1984年8月
  9. 〈第9部〉火の文字を仰いで 1985年6月
  10. 〈第10部〉 数の季節 1986年10月

  - 『とっておけない話』（講演）1988年4月
- 山代巴文庫 第二期（径書房）
  - 『岩でできた列島』1990年7月 「芽ぐむころ」「或るとむらい」「岩でできた列島」など収録
  - 『おかねさん』1992年1月 「いたどりの茂るまで」「おかねさん」「農民の文学意識」収録
  - 『荷車の歌』1990年4月 「荷車の歌」「歴史を負って現在に向かう」収録
  - 『原爆に生きて』1991年7月
  - 『民話を生む人びと』1991年2月
  - 『私の学んだこと』1990年12月
  - 『夜明けを歩んだ女たち』1990年9月
  - 『千代の青春』1996年6月

### 編書・共著・その他
- 『原爆に生きて』（原爆被害者の手記編纂委員会編）三一書房、1953年
- 『この世界の片隅で』（編著）岩波新書、1965年
- 『原子雲の下より　第3版』（峠三吉・山代巴編）青木書店、1970年（初版は1952年）
- 『医療の倫理 - 医師と作家の対話』川上武共著、ドメス出版、1970年
- 『山代巴獄中手記書簡集 模索の軌跡』牧原憲夫編、平凡社、2003年4月
- 『山代巴獄中手記書簡集 増補』牧原憲夫編、而立書房、2013年12月